# DB Station&Service
DB Station&Service AG – dawna spółka zależna Deutsche Bahn AG obsługująca dworce i stacje kolejowe w Niemczech.
Wysokość opłat za korzystania z tych obiektów przez przewoźników kolejowych jest ustalana na podstawie cennika stacji, opracowanego przez spółkę DB Station&Service, z podziałem na kategorie i kraje związkowe.
Spółka przestała istnieć 27 grudnia 2023 roku poprzez włączenie do nowo powstałej spółki DB InfraGO.